# New Amerykah Part Two (Return of the Ankh)
New Amerykah Part Two (Return of the Ankh) è il quinto album discografico in studio della cantautrice statunitense Erykah Badu, pubblicato nel 2010.

## Il disco
Il disco, pubblicato dalla Universal Motown, si avvale della collaborazione di diversi produttori provenienti soprattutto dalla scena hip hop. I tre brani estratti dal disco e pubblicati come singoli sono Window Seat, Turn Me Away (Get MuNNY) e Gone Baby, Don't Be Long. Le registrazioni sono state condotte presso gli Electric Lady Studios di New York.

## Tracce
1. 20 Feet Tall – 3:25
2. Window Seat – 4:50
3. Agitation – 1:33
4. Turn Me Away (Get MuNNY) – 5:26
5. Gone Baby, Don't Be Long – 4:39
6. Umm Hmm – 3:45
7. Love – 6:02
8. You Loving Me (Session) – 1:04
9. Fall in Love (Your Funeral) – 6:06
10. Incense (feat. Kirsten Agnesta) – 3:27
11. Out My Mind, Just in Time – 10:21

## Classifiche
| Classifica (2010) | Posizione raggiunta |
| ----------------- | ------------------- |
| Regno Unito       | 56                  |
| Stati Uniti       | 4                   |